# William Montagu (2e duc de Manchester)
Pour les articles homonymes, voir William Montagu.
William Montagu, 2e duc de Manchester, (avril 1700 – 21 octobre 1739) est le fils de Charles Montagu (1er duc de Manchester).

## Biographie
Il épouse Isabella Montagu, fille de John Montagu (2e duc de Montagu), le 16 avril 1723.
Il est fait chevalier de Compagnon de l'Ordre du Bain (KB) en 1725.
Il est mort en 1739, âgé de 39 ans, sans enfant et ses titres passent à son frère, Robert Montagu (3e duc de Manchester). Avant sa mort, le duc participe à la création d'un nouvel organisme de bienfaisance à Londres pour s'occuper des enfants abandonnés par leurs parents à cause de la pauvreté et des conditions misérable, le Foundling Hospital. La charte royale nommant le duc de Manchester, l'un de ses gouverneurs fondateurs, est décernée seulement quatre jours avant la mort du duc.